# Гримм, Герман Фридрих
Герман Фридрих Гримм (нем. Herman Friedrich Grimm; 6 января 1828, Кассель — 16 июня 1901, Берлин) — немецкий литературовед; сын Вильгельма Гримма.

## Биография
Родился в семье немецкого филолога Вильгельма Гримма. Учился в гимназии Франкфурта-на-Одере, его учителем истории был известный историк Леопольд фон Ранке. С 1841 года проживал в Берлине, посещал салон Беттины фон Арним (супруги Ахима фон Арима и одной из основных корреспонденток И. В. Гёте), а в 1859 году женился на её дочери Гизеле. В 1847 году поступил в Лейпцигский университет, где изучал право и филологию; в 1868 году защитил диссертацию и получил степень доктора филологии. В 1873 году занял кафедру новой истории искусства в Берлинском университете. В 1885 году стал соучредителем «Общества Гёте» — ныне авторитетного научно-исследовательского института, занятого проблемами истории и теории немецкой литературы и, специально, изучением и популяризацией творчества И. В. Гёте. Инициировал издание и стал редактором первого полного собрания сочинений И. В. Гёте (т. н. «Веймарское издание»). Подготовил и издал переписку своего отца и дяди — братьев Вильгельма и Якоба Гримм, а также инициировал академическое издание их научных работ (т. н. «Кассельское издание»). Автор ряда крупных работ по истории немецкого искусства и литературы. Создал несколько самостоятельных художественных произведений. Исповедовал буддизм. Погребён рядом со своим отцом на мемориальном кладбище Берлина.

## Основные труды

### О творчестве И. В. Гёте
- Goethes Freundschaftsbund mit Schiller: Vorlesungen. Leipzig, 1949.
- Goethe: Vorlesungen gehalten an der Kgl. Universität zu Berlin. 2 Bd. Gotta, 1923.
- Goethe in Italien. Berlin, 1859.
- Das Jahrhundert Goethes: Erinnerungen und Betrachtungen zur deutschen Geistesgeschichte des neunzehnten Jahrhunderts. Stuttgart, 1948.

### О Братьях Гримм
- Briefwechsel zwischen Jacob und Wilhelm Grimm aus der Jugendzeit. [Berlin, 1890].
- Werke und Briefwechsel der Brüder Grimm. Band 1: Briefwechsel der Brüder Grimm mit Herman Grimm / Hrsg. von Holger Ehrhardt. Kassel, 1998.

### История и теория искусства
- Aufsätze zur Literatur. [1915].
- Homers Ilias. 2 Bd. Berlin, 1890.
- Zehn Ausgewählte Essays zur Einführung in das Studium der neueren Kunst. Berlin, 1883.
- Michelangelo: Sein Leben in Geschichte und Kultur seiner Zeit, der Blütezeit der Kunst in Florenz und Rom. Stuttgart, 1907.
- Achim von Arnim und die ihm nahe standen. Stuttgart, 1904.
- Neue Essays über Kunst und Literatur. Berlin, 1865.
- Deutsche Künstler: Sieben Essais. Stuttgart, 1942.
- Albrecht Dürer. Berlin, 1866.

### Литературно-художественные произведения
- Novellen. Berlin, 1856.
- Vom Geist der Deutschen. Gedanken. Ein Brevier. Berlin, 1940.